# Militair parachutistenbrevet
Een militair parachutistenbrevet is een document waarmee de bezitter kan aantonen te beschikken over de kennis en vaardigheden om (militaire) parachutesprongen van een bepaalde categorie uit te kunnen voeren. Er zijn verschillende brevetten voor verschillende soorten parachutesprongen met verschillend materieel en onder verschillende omstandigheden.

## Opleiding in Nederland
Alle parachutisten-opleidingen voor alle krijgsmachtdelen worden verzorgd door de "paarse" Defensie Paraschool (DPS), die valt onder de Opleidings- en Trainingscompagnie Speciale Operaties (OTCSO) van het Korps Commandotroepen. De DPS is sinds 2018 gevestigd op de Vliegbasis Eindhoven. Tot 2018 was ze gevestigd op de Seeligkazerne in Breda. De opleidingen zijn voornamelijk bedoeld voor het Korps Commandotroepen, het Korps Mariniers en 11 Luchtmobiele Brigade.

## Nederlandse geschiedenis

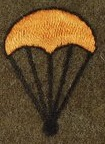
Parawing Prinses Irene Brigade

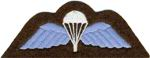
Engelse parawing

De militair die een aantal voorgeschreven parachutesprongen op goede wijze heeft volbracht, krijgt een bijbehorend brevet en is gerechtigd het bijbehorende embleem ("parawing") op het uniform te dragen, zoals beschreven in de tenuevoorschriften. De Nederlandse krijgsmacht kent verschillende parachutistenemblemen waarvan de meeste bij de verschillende brevetten horen. Er zijn ook twee gevechtswings voor sprongen gemaakt tijdens een operationele inzet.

### Tweede Wereldoorlog
Tijdens de Tweede Wereldoorlog volgden een aantal Nederlandse militairen van de Prinses Irene Brigade Engelse parachutistentrainingen. Na afronding van de training droegen zij op de rechtermouw een embleem met een oranje parachute zonder vleugels. Het parachute-embleem zonder vleugels werd en wordt ook door britse leger gebruikt, voor militairen die de parachutistentraining gevolgd hebben, en ingedeeld zijn bij een eenheid die niet per parachute wordt ingezet.

### 1945-1955
Na de Tweede Wereldoorlog werd door Nederlandse parachutisten het Engelse parachutistenembleem gedragen. Ook de eerste wing voor een operationele gevechtssprong was Engels.

### Na 1955
In 1955 werden eigen Nederlands parachutistenemblemen ingevoerd, die nu nog gebruikt worden voor het Brevet B. Het is een gestileerde versie van het Engelse embleem.
De vrije val- en SLS-emblemen werden eind jaren ’90 ingevoerd. Op deze emblemen is in tegenstelling tot de emblemen van 1955 een matrasvormige squareparachute afgebeeld. Bij de emblemen van static line-brevetten (A, B en SLS), waarbij de parachute automatisch opent bij de sprong is de bovenrand van de vleugels blauw; bij die van vrije val-brevetten (B vrije val, C, C-Ops en D) is de bovenrand van de vleugels rood.
De "halve" instructeurswing lijkt sterk op de Engelse instructeurswing die al in de Tweede Wereldoorlog werd gebruikt. Deze is internationaal herkenbaarder dan het Nederlandse instructeursembleem met 3 ringen dat tot ca. 2014 werd gebruikt.

### Draagrecht buitenlandse militairen
Militairen uit andere landen kunnen ook Nederlandse brevetten behalen na bij de Defensie Paraschool voldaan te hebben aan de eisen daarvoor. Of zij de Nederlandse emblemen mogen dragen is afhankelijk van de voorschriften van de eigen militaire organisatie.

## Nederlandse brevetten en emblemen

### Brevet B

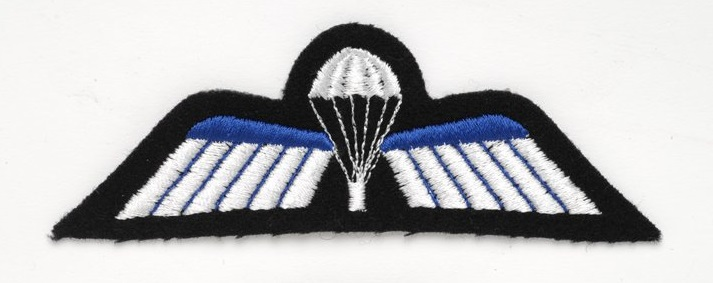
Parachutistenbrevet B

Brevet B is het brevet voor basis parachutist, traditionele parachute. Daarvoor moet een cursist vijf parachutesprongen gemaakt hebben. De sprong wordt gemaakt met een traditionele (ronde) koepelparachute en met een automatische opening (AO). Daarbij wordt de parachute meteen bij de afsprong geopend door een touw (de zogenaamde static line) dat aan het vliegtuig vastzit. De sprongen worden gemaakt van een hoogte van 300–500 m (1000-1500 voet). In het algemeen wordt brevet B verstrekt aan militairen die een para-opleiding volgen in het kader van grensverleggende activiteiten.

### Brevet A

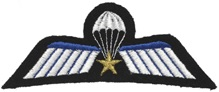
Parachutistenbrevet A

Brevet A is het brevet voor operationeel parachutist, traditionele parachute, automatische opening. Voor brevet A moet de cursist acht sprongen maken waarvan de laatste drie met uitrusting en wapen. De achtste sprong is tevens een nachtsprong.

### Operationele wing

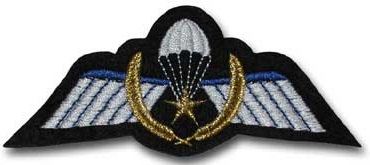
Embleem operationele parachutesprong ("gevechtssprong")

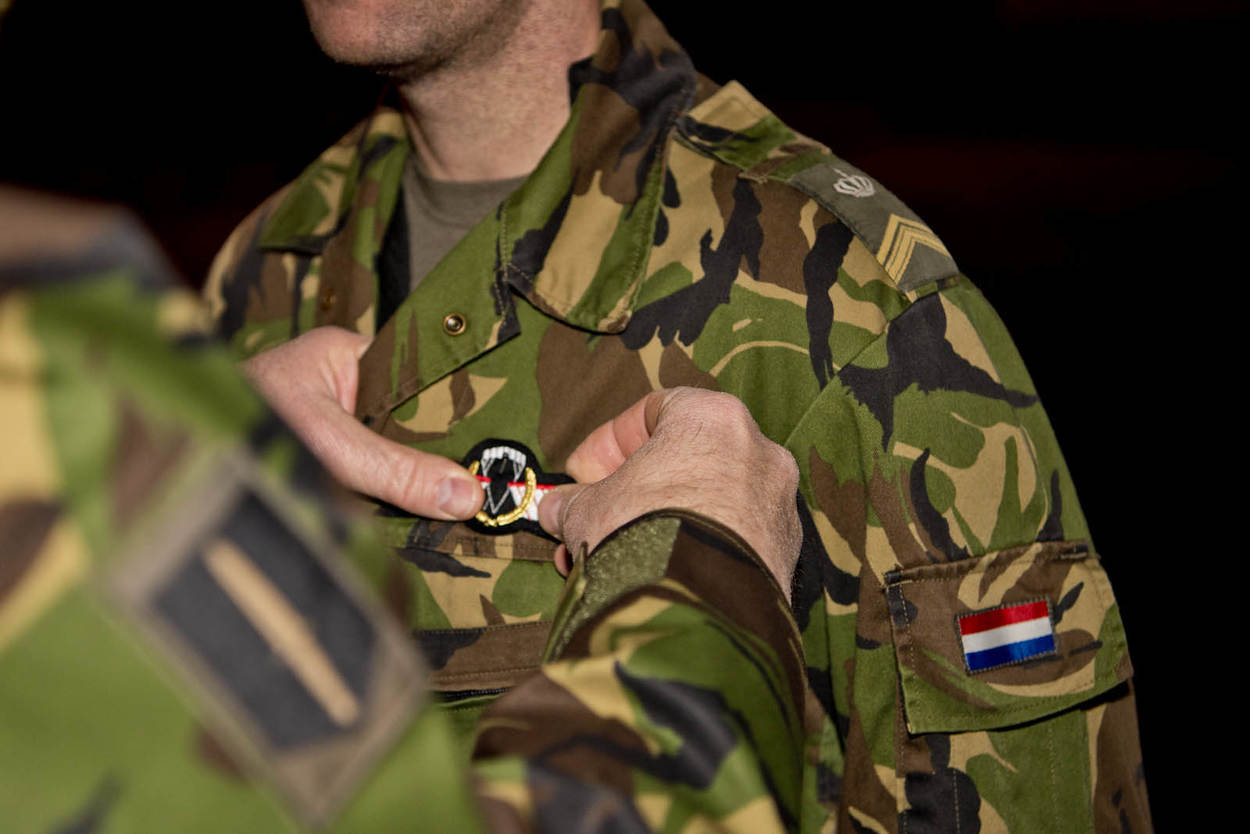
Een Sergeant der 1e klasse ontvangt zijn operationele wing.

Dit is het embleem dat parachutisten ontvangen na een gevechtssprong, een parachutesprong tijdens een daadwerkelijke inzet. Deze wordt zelden toegekend, in 1949 aan personeel van het KST en de 1e Parachutisten Compagnie na inzet in Nederlands-Indië. Daarna duurde het tot 2009 tot 9 leden van het Korps Commando Troepen Task Force 55 deze wing kregen opgespeld. De groep werd 's nachts in vijandelijk gebied gedropt om inlichtingen te verzamelen over vijandelijke troepen. Dit gebeurde tijdens de ISAF missie in Afghanistan.
In 2016 werd het brevet opnieuw uitgereikt. Ditmaal werden 32 commando's beloond voor hun inzet in Mali tijdens de MINUSMA missie. Vanuit een C-130 Hercules maakten de commando's een high altitude, high opening sprong vanaf 8 kilometer hoogte. Hierbij openden zij hun parachute vroeg in de sprong waardoor zij 30 kilometer naar hun doel konden zweven. Tijdens de sprong gebruikten zij een zuurstofmasker om te kunnen blijven ademen. Van hieruit konden zij de vijand observeren.

### Brevet SLS

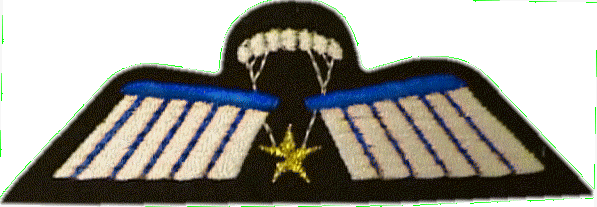
Parachutistenbrevet SLS ("static line square")

Operationeel parachutist, square-parachute automatische opening. Evenals voor brevet A moet de para voor het SLS-brevet acht sprongen maken waarvan de laatste drie met uitrusting en wapen. De achtste sprong is tevens een nachtsprong. Deze opleiding wordt alleen verzorgd voor de verkenningspelotons van het Korps Mariniers. De SLS-opleiding wordt veelal uitgevoerd in Frankrijk of in Tsjechië.

### Brevet Vrije Val B

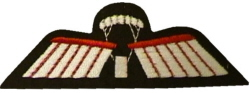
Parachutistenbrevet B (brevet vrije val, B)

Voor Brevet Vrije Val B, het basis militaire vrije val-brevet wordt de Basisopleiding vrijeval (BOVV) gevolgd, minimaal 20 sprongen waarvan de eerste drie worden gemaakt met behulp van de "Accelerated Free Fallmethode", waarbij de cursist tot het openen van de parachute begeleid wordt door twee instructeurs. Bij de resterende sprongen horen een stabiliteitstest, draaien en het afbouwen van hoge sprongen (60 s) naar 10s, 5s, 3s en "clear & pull" (meteen openen). Deze sprongen worden begeleid door een instructeur met helmcamera. Ook een nachtsprong behoort bij de opleiding voor Brevet Vrije Val B. De opleiding is o.a. bestemd voor parapakkers en KLu-personeel (oxygen supervisors). De BOVV wordt veelal uitgevoerd in Frankrijk of de Verenigde Staten.

### Brevet Vrije Val C

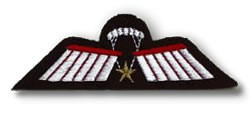
Parachutistenbrevet C (brevet vrije val, C)

Voor Brevet Vrije Val C, het basis operationeel militaire vrije val-brevet, moeten minimaal 20 sprongen gemaakt worden. Drie sprongen daarvan vinden plaats met uitrusting en wapen. Er worden twee nachtsprongen gemaakt, waarvan één met uitrusting en wapen. De vrije valsprongen worden gemaakt tot een maximumhoogte van ± 4 km. Alle commando’s speciale operaties volgen in de Voortgezette Commando-opleiding de opleiding voor Brevet Vrije Val C.

### Brevet Vrije Val C-Ops

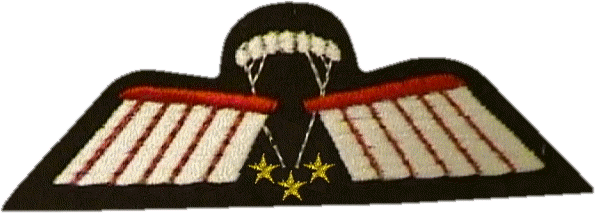
Parachutistenbrevet C-ops (brevet vrije val, C-ops)

Het Brevet Vrije Val C-Ops wordt verkregen na de Voortgezette opleiding vrije val (VOVV). In deze opleiding wordt het optreden in ploegen van 6 tot 8 man bij dag en bij nacht beoefend voor ploegen die middels vrije val worden ingezet.

### Brevet Vrije Val D

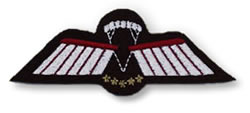
Parachutistenbrevet D (brevet vrije val, D)

Voor het behalen van het Brevet Vrije Val D HAHO/HALO wordt met behulp van een zuurstofapparaat gesprongen van grote hoogte, tot maximaal 10 km (±25.000 voet), de zogenaamde High Altitude High Opening / High Altitude Low Opening-sprongen. Het behalen van Brevet D is voorbehouden aan leden van de Instructiegroep Para en de leden van enkele commandoploegen die gespecialiseerd zijn in deze inzetmethode middels parachute. Er is geen vereist aantal benodigde sprongen voor dit brevet, toekenning is afhankelijk van de individuele vorderingen.

### Operationele Vrije Val-wing

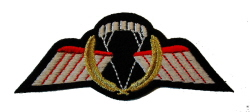
Embleem operationele vrije val, ("gevechtssprong vrije val")

Dit is het embleem dat parachutisten ontvangen na een gevechtssprong, een daadwerkelijke inzet tijdens een militaire operatie middels een vrije val-sprong. Deze werd voor het eerst toegekend na inzet in Afghanistan in juli 2009 van een team van TF55, bestaande uit negen man van het Korps Commandotroepen en een Afghaanse militair. Sindsdien zijn er ook operationele wings toegekend na inzet bij andere operaties, onder andere tijdens de VN-missie Minusma in Mali.

### Brevet para-instructeur

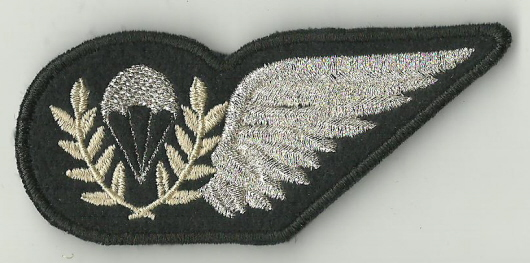
Brevet parachute-instructeur

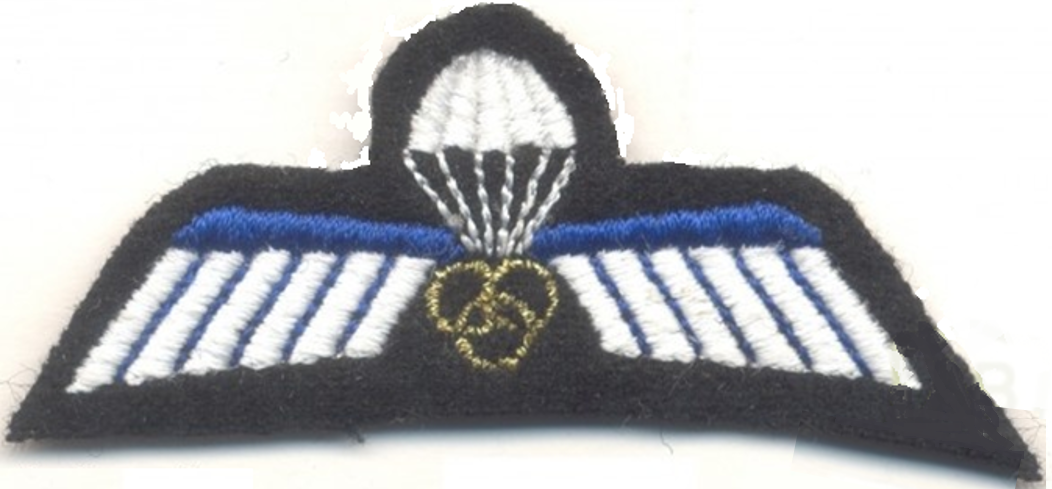
Brevet parachute-instructeur (tot 2014)

Degenen die de opleiding tot militair para-instructeur AO en VV met goed gevolg hebben voltooid zijn gerechtigd tot het dragen van het embleem para-instructeur. Het embleem wordt ook wel instructeurswing of dispatcherwing genoemd of gekscherend: halve kip. De cursus voor militair para-instructeur (ook dispatcher of jumpmaster genoemd) duurt ruim zes maanden wordt verzorgd door de Benelux Paraschool (Frans: Centre d'entraînement et de formation des parachutistes du Benelux) in Schaffen (België).
Tot circa 2014 droegen para-instructeurs een Nederlands instructeursembleem met 3 ringen.